# Фолмар III фон Фробург
Фолмар III фон Фробург (на немски: Volmar III, Graf von Froburg; † пр. 1226) е граф на Фробург от рода Фробург в Золотурн, Швейцария.
Той е син на граф Херман II фон Фробург († 1211/1213) и съпругата му Рихенца фон Кибург-Дилинген-Ленцбург († сл. 1206), дъщеря на граф Хартман III фон Кибург-Дилинген († 1180) и графиня Рихенца фон Баден-Ленцбург-Цюрихгау († 1172). Внук е на граф Фолмар II фон Фробург († 1175).
Фолмар III фон Фробург прави дарение на манастир Шьонтал.